# Ákra Maléas
Ákra Maléas är en udde i Grekland.   Den ligger i prefekturen Lakonien och regionen Peloponnesos, i den södra delen av landet, 180 km söder om huvudstaden Aten.
Terrängen inåt land är kuperad. Havet är nära Ákra Maléas åt sydost.